# Consiglio dell'Unità Economica Araba
Il Consiglio dell'Unità Economica Araba (CAEU) (in arabo: مجلس الوحدة الاقتصادي العربي) è stato fondato dall'Egitto, Iraq, Giordania, Kuwait, Libia, Mauritania, Palestina, Arabia Saudita, Sudan, Tunisia, Siria, Emirati Arabi Uniti e Yemen il 30 maggio 1964, in seguito ad un accordo nel 1957 da parte del Consiglio economico della Lega araba.

## Obiettivi
Secondo l'Accordo di unità economica approvato il 3 giugno 1957, il Consiglio di unità economica araba desidera "Organizzare e consolidare le relazioni economiche tra gli Stati della Lega araba su basi coerenti con i legami naturali e storici tra loro; e fornire le migliori condizioni per far prosperare le loro economie, sviluppare le loro risorse e garantire la prosperità dei loro paesi". Le basi delle relazioni economiche tra Stati nel Consiglio dell'Unità Economica Araba sono delineate nel Capitolo 1, Articoli 1 e 2 del Accordo di unità economica:
Articolo 1
L'articolo 1 delinea i diritti di ciascuno Stato membro a:
- Mobilità personale e di capitale
- Scambio gratuito di beni e prodotti
- Esercizio di residenza e attività economiche (lavoro, occupazione, ecc.)
- Transito e uso di porti e aeroporti
- Possesso ed eredità

Articolo 2
L'articolo 2 accetta i firmatari dell'Accordo di unità economica di lavorare verso gli obiettivi di cui all'articolo 1:
- Unione in un'area doganale unificata
- Unificando le loro politiche di importazione ed esportazione
- Unificazione delle loro normative in materia di transito
- Negoziazione congiunta di accordi con altri Stati
- Unificare e coordinare la legislazione per raggiungere pari condizioni in agricoltura, industria e commercio tra gli Stati membri
- Coordinamento della legislazione in materia di lavoro e previdenza sociale
- (a) coordinare "tasse e imposte governative e municipali e tutte le tasse relative all'agricoltura, all'industria, al commercio, agli immobili e agli investimenti di capitale" per raggiungere climi commerciali equivalenti tra gli Stati membri; (b) Evitare i cittadini con doppia tassazione degli Stati membri
- Coordinamento delle politiche monetarie e fiscali
- "Metodi statistici di classificazione e tabulazioni" unificanti
- Adozione di qualsiasi altra misura coerente con gli obiettivi dichiarati degli articoli 1 e 2.[2]

## Accordo di Agadir
"L'accordo di Agadir" per l'istituzione di una zona di libero scambio tra le nazioni del Mediterraneo arabo è stato firmato a Rabat, in Marocco, il 25 febbraio 2004. L'accordo mirava a stabilire il libero scambio tra Giordania, Tunisia, Egitto e Marocco, che è stato visto come un primo potenziale passo avanti nella formazione dell'area di libero scambio euro-mediterranea come previsto nel processo di Barcellona. Tutti i membri dell'accordo di Agadir hanno aderito alla "Grande area di libero scambio araba", sostituendo efficacemente l'accordo.

## Grande Area di libero scambio Araba
La "Grande Area di libero scambio Araba" (GAFTA) è una zona di libero scambio pan-arabo nata nel 1997. È stata fondata da 14 paesi: Bahrein, Egitto, Iraq, Kuwait, Libano, Libia, Marocco, Oman, Qatar, Arabia Saudita, Sudan, Siria, Tunisia e Emirati Arabi Uniti. La formazione di GAFTA ha seguito l'adozione dell '"Accordo per facilitare e sviluppare il commercio tra i paesi arabi" (1981) da parte del Consiglio economico e sociale della Lega araba (ESC) e l'approvazione da parte di diciassette Stati membri della Lega araba durante un vertice ad Amman, Giordania del "Grande Accordo sulla zona di libero scambio degli arabi" (1997). Nel 2009, l'Algeria è entrata a far parte del GAFTA come diciottesimo stato membro. GAFTA è controllato e gestito dall'ESC.
I membri partecipano al 96% del commercio arabo interno totale e al 95% con il resto del mondo applicando le seguenti condizioni:
1. Istruire le tasse inter-doganali:  Per ridurre la dogana sui prodotti arabi del 10% ogni anno, i 14 stati arabi hanno riferito i loro programmi tariffari personalizzati al Consiglio di sicurezza della Lega araba per coordinarli. La Siria è stata esclusa e utilizza il sistema tariffario di Bruxelles.
2. Applicazione della località dei prodotti arabi:  Tutti i membri hanno condiviso i loro standard e le specifiche per aiutare i loro prodotti a spostarsi senza problemi da un paese all'altro. La Lega ha anche creato un progetto per applicare il Patto agricolo: è quello di condividere gli standard del settore agricolo e iniettare diverse restrizioni e specifiche. La Lega araba ha concesso eccezioni, che hanno concesso un'aliquota doganale per alcuni beni a sei membri per più beni, tuttavia le richieste di ulteriori eccezioni sono state respinte da Marocco, Libano e Giordania.
3. Settori privati:  La Lega ha creato un database e un servizio per informare e promuovere i benefici del settore privato.
4. Comunicazione:  Il Consiglio economico e sociale nella sua sessantacinquesima riunione ha concordato di indicare una base per la comunicazione per facilitare la comunicazione tra gli Stati membri e di lavorare per facilitare l'interazione tra il settore privato e quello pubblico per applicare ulteriormente la Grande area di libero scambio araba.
5. Dazi doganali:  Nella sessantasettesima riunione il Consiglio economico e sociale ha convenuto che una riduzione del 40% delle dogane sulle merci negli ultimi 4 anni del GAFTA sarebbe continuata e in seguito alle decisioni del vertice di Amman, i membri si impegneranno per eliminare tutti i dazi doganali sui beni locali.